# Anastasio Somoza Debayle
Anastasio Somoza Debayle, född 5 december 1925 i León, Nicaragua, död 17 september 1980 i Asunción, Paraguay, var Nicaraguas diktator åren 1967–1979. Han innehade officiellt presidentposten för mandatperioderna 1967–1972 samt 1974–1979 men styrde de facto även under mellanperioden. Han gick i landsflykt precis innan sandinisternas maktövertagande den 19 juli 1979 och mördades året därpå.
Somozas regim, som stöddes av USA, kännetecknades av utbredd korruption och täta band mellan regeringen och några få rika jordägarfamiljer. När han flydde landet lämnade han kvar några enstaka dollar i statskassan.

## Uppväxt och utbildning
Anastasio Somoza Debayle var det yngsta barnet till det förmögna paret Anastasio Somoza García och Salvadora DeBayle. Vid sju års ålder skrevs han in på skolan Instituto Pedagógico La Salle som drevs av det kristna sällskapet Ignorantbröderna. Vid tio års ålder skickades han till USA för fortsatt utbildning. 1943, vid 17 års ålder, började han studera vid United States Military Academy och tog examen tre år senare. Under sin tid i militärakademin fick han många amerikanska vänner, av vilka flera skulle stödja honom när han kom till makten. 1948 fick Anastasio Somoza Debayle dottern Patricia som liksom han själv skickades utomlands för studier. Fadern, som sedan 1936 hade styrt hemlandet Nicaragua i egenskap av befälhavare för det mäktiga Nationalgardet och med stöd av USA, befordrade den yngste sonen efter hemkomsten först till major, sedan överstelöjtnant och sedan överste. Därmed blev Anastasio Somoza Debayle en del av familjestyret i Nicaragua, där Somozafamiljens medlemmar med allierade besatt alla viktiga ämbeten.

## Tidig karriär
En av de första viktiga händelser som Anastasio Somoza Debayle fick ta del i var faderns kupp mot president Leonardo Argüello Barreto den 26 maj 1947, då Argüello vägrade bli en nickedocka till Nationalgardet och Somozafamiljen och ideligen kritiserade general Anastasio Somoza García. I gränskonflikterna mellan Nicaragua och grannländerna Costa Rica samt Honduras åren 1948–1949 deltog Anastasio Somoza Debayle själv i egenskap av befälhavare med uppbackning av USA.
Den 10 december 1950 gifte Anastasio Somoza Debayle sig med sin kusin Hope Portocarrero i huvudstadens katedral Catedral de Santiago i ett stort bröllop med över 4000 gäster. Bröllopet arrangerades av fadern, som sedan 1950 även hade posten som Nicaraguas president. När fadern mördades 1956 övertog den äldste sonen Luis Somoza Debayle presidentposten medan Anastasio blev efterträdare på posten som Nationalgardets överbefälhavare och därmed landets näst mäktigaste man. De tre syskonen Somoza (Luis, Anastasio och systern Lilian) ärvde en förmögenhet på runt 200 miljoner dollar. Som hämnd för mordet på fadern utkommenderade bröderna Nationalgardet till omfattande våld mot alla oppositionella. Som president försökte Luis anta en lite mer moderat linje och hamnade delvis i konflikt med sin yngre bror som istället ville stärka familjens grepp om makten. I presidentvalet 1963 valde brodern Luis att ej ställa upp för omval men den nye presidenten blev en lojal marionett till Somozafamiljen. I april 1967 dog Luis plötsligt och i presidentvalet nästföljande månad vann Anastasio Somoza Debayle utan något egentligt motstånd och kunde därmed ensam ta full kontroll över landet.

## Tid vid makten
Som president gick Anastasio Somoza Debayle hårt åt den politiska oppositionen samtidigt som han på sina utlandsresor försökte säkerställa stöd från västvärlden, främst av allt USA, genom att framhäva sin djupt antikommunistiska politik. Halvbrodern José R. Somoza utsågs till generalinspektör för Nationalgardet medan Anastasio befordrade sig själv till femstjärnig general. Nicaraguas vallagar förbjöd ett direkt omval 1972 men genom en överenskommelse med liberala och konservativa allierade kunde Anastasio Somoza Debayle säkerställa sin fortsatta maktposition genom att presidentposten helt enkelt lämnades vakant och ett triumvirat, Nationella regeringsjuntan, övertog det officiella styret av landet medan han själv fortsatte att styra bakom kulisserna med Nationalgardet som maktinstrument.
Jordbävningen i Nicaragua 1972 var en katastrof för huvudstaden Managua med tusentals döda och runt 250 000 hemlösa, och omfattande bistånd skickades från hela världen för att hjälpa till med återuppbyggnaden. Undantagstillstånd utropades och Anastasio Somoza Debayle lät lägga beslag på bistånd till ett värde av en halv miljard dollar, bland annat blodplasma från USA som man gjorde vinst på genom att helt enkelt exportera tillbaka. År 1974 lät Somoza sig åter väljas till president, även om han de facto hade styrt oavbrutet även efter att ha avgått från posten 1972. År 1976 ägde han 346 företag i diverse ekonomiska sektorer och runt en fjärdedel av all Nicaraguas jordbruksmark ägdes privat av familjen Somoza. Personligen kontrollerade Anastasio Somoza Debayle runt 30 % av landets jordbruksmark inklusive stora plantager, men även hamnanläggningar, byggföretag, försäkringsbolag, flygmonopolet, en färjelinje, åtskilliga tidningar med mera. Han var ansvarig importör för fordon av märket Mercedes-Benz för hela Centralamerika och kunde därmed göra stora privata vinster på fordonshandeln medan Nicaraguas järnvägsnät lämnades att förfalla.
Från presidentvalet 1974 och framåt växte motståndet. Bland annat Romersk-katolska kyrkan, som tidigare hade stött Somozafamiljen, började uttrycka kritik mot presidenten och de vänstersinnade sandinisterna fick allt mer sympatisörer både inom och utanför landets gränser. Mordet på den borgerlige oppositionsledaren och tidningsredaktören Pedro Chamorro 1978, troligtvis på order av Somozas son, resulterade i att även liberala motståndare till Somoza började samarbeta med vänstern. Upploppen och generalstrejken som följde på mordet lamslog stora delar av landet.

## Exil
Den nicaraguanska revolutionen gick år 1978 in i sin slutfas och allt fler städer föll till sandinisterna, som gynnades av det nästintill totala folkliga missnöjet med presidenten. USA:s president Jimmy Carter försökte få Somoza att förhandla med oppositionen om en politisk övergång så att åtminstone det styrande partiet och Nationalgardet, garanter för ett fortsatt USA-vänligt styre i Nicaragua, kunde överleva i någon form. Somoza vägrade dock att avgå frivilligt och insisterade på att nya val skulle hållas som planerat 1981. Men när sandinisterna sommaren 1979 tog över hela landet med undantag för huvudstaden fanns inget annat alternativ än att avgå och gå i exil. Han flydde först till Miami i USA, med sig på flygplanet hade han nästan hela Nicaraguas statskassa. Carteradministrationen vägrade dock ge Somoza asyl och han tog sig senare till Asunción i Paraguay där han gavs en fristad av landets militärdiktator Alfredo Stroessner. Han mördades i Asunción 1980 av en grupp som leddes av argentinaren Enrique Gorriarán Merlo, en före detta medlem i ERP.